# Чоэле-Чоэль
Чоэле-Чоэль (исп. Choele Choel) — город и муниципалитет в департаменте Авельянеда провинции Рио-Негро (Аргентина), административный центр департамента.

## История
Во время кампании, известной в истории Аргентины как «Завоевание пустыни», полковник Конрадо Вильегас 9 июля 1879 года (в годовщину провозглашения независимости Аргентины) основал на острове Пачеко поселение, которое было названо в честь президента Николаса Авельянеды; впоследствии оно сменило название на Чоэле-Чоэль, происходящее от индейского названия этих мест. Вскоре после этого поселение было уничтожено наводнением, и его обитатели были вынуждены перебраться на другое место. На месте нынешнего местоположения города они обосновались 18 марта 1882 года.
На новом месте в 1883 году было открыто отделение почты, а после того, как в 1891 году прибыли Салезианцы Дона Боско, была открыта школа.
После того, как в 1899 году административный центр Национальной территории Рио-Негро город Вьедма был практически смыт наводнением, правительство Национальной территории на несколько месяцев переехало в Чоэле-Чоэль.

## Население
В городе Чоэль-Чоэль (12 тыс.) живут русские старообрядцы.